# 煤炭科学技术
《煤炭科学技术》创刊于1973年，是中国大陆工程科技类月刊，编辑部位于北京市。此刊物由煤炭科学研究总院主办，国家煤矿安全监察局主管。
《煤炭科学技术》在2018年被中华人民共和国国家新闻出版广电总局新闻报刊司评为2017年全国“百强报刊”。